# Blang Mee
Blang Mee is een bestuurslaag in het regentschap Aceh Barat van de provincie Atjeh, Indonesië. Blang Mee telt 450 inwoners (volkstelling 2010).